# Rejon kaliniński (Nowosybirsk)
Rejon kaliniński w Nowosybirsku (ros. Калининский район) – jeden z rejonów rosyjskiego miasta Nowosybirsk. Najmłodsza dzielnica w mieście.

## Charakterystyka
Położony na prawym brzegu Obu w północno-wschodniej części miasta. Zajmuje łączną powierzchnię 46,2 km kwadratowych, według danych na 2010 roku zamieszkuje go 186 495 osób, podczas gdy kilka lat wcześniej ich liczba wynosiła 183 000. Do rejonu należy znajdująca się także znajdująca poza granicami miasta, swego rodzaju enklawa, Paszyno, będąca zapleczem dla kilku zakładów przemysłowych. Długość dzielnicy z północy na południe wynosi 7,62 kilometra, a z zachodu na wschód 5,7 kilometra. Wymiary enklawy Paszyno wynoszą 5,37 z północy na południe i 5,03 z zachodu na wschód. Rejon kaliniński został powołany do życia 20 października 1980 roku, gdy wydzielono go z rejonu dzierżyńskiego, co czyni ją najmłodszą dzielnicą w granicach metropolii nowosybirskiej. Liczba mieszkańców dzielnicy stanowi ok. 12,3% ogółu populacji Nowosybirska i 6,5% ogółu populacji całego obwodu nowosybirskiego. Pierwsze posiedzenie sowieckich władz nowej dzielnicy odbyło się 13 listopada 1980 roku. 
Historia dzielnicy sięga jednak jeszcze lat trzydziestych i czterdziestych XX wieku. W 1942 roku zlokalizowano tutaj fabrykę maszyn Iskra, a w 1948 roku kompleks chemiczny. Od 1957 roku działa dzielnicowy Pałac Kultury, od 1969 roku pływalnia Neptun, a w 1977 roku otwarto na tym terenie Pałac Sportów Zimowych Sibir. Jedna z głównych ulic dzielnicy nosi imię Bohdana Chmielnickiego. Architektura jest mieszaniną stylu pochodzącego z czasów Nikity Chruszczowa oraz późniejszych. W rejonie kalinińskim, tak jak w innych rejonach Nowosybirska, działa samorząd dzielnicowy, który ma za zadanie czuwać nad sprawami lokalnych społeczności.

## Transport
Na obszarze kalinińskiego rejonu nie znajduje się żadna stacja Nowosybirskiego Metra. Dysponuje ona natomiast połączeniami z nowosybirską siecią tramwajową oraz autobusową.